# Кессиа Райли
Кессиа Райли (англ. Cassia Riley), настоящее имя — Лайза Рене Таттл (англ. Lisa Renee Tuttle; род. 27 октября 1980, Лос-Анджелес, Калифорния, США) — фотомодель эротического жанра, порноактриса. В сценах с мужчинами не снималась, ограничиваясь лесбийскими сценами и сценами мастурбации.

## Биография
Райли была «кошечкой месяца» журнала Penthouse в апреле 2005 года. Она неоднократно принимала участие в шоу Говарда Стерна в 2005—2006 годах. В рамках программы устраивалось игровое реалити-шоу Mexican Delivery Game с участием Райли. Программа строилась на том, что под видом работников доставки пиццы приглашались мексиканцы, не говорящие по-английски. Этим людям предлагался выбор — большие чаевые или право прикоснуться к телу Кессии.
Её бойфрендом был фронтмен хип-хоп коллектива «House of Pain» Эрик Шроди, более известный как Эверласт. Кессия Райли замужем и имеет ребёнка.